# Batalla de Borgerhout
La batalla de Borgerhout fue un enfrentamiento de la guerra de los Ochenta Años librado el 2 de marzo de 1579 en el que el Ejército español de Flandes liderado por Alejandro Farnesio, duque de Parma, atacó un campamento fortificado en la villa de Borgerhout, cerca de Amberes, donde estaban acuartelados varios miles de soldados franceses, ingleses, escoceses y valones al servicio de la recién creada Unión de Utrecht. La batalla tuvo lugar durante la reconquista por los ejércitos de Felipe II de España de los Países Bajos Borgoñones, cuyas diferentes provincias se habían unido en 1576 tras la firma de la Pacificación de Gante con la finalidad de expulsar a las tropas extranjeras y garantizar la libertad de culto a los protestantes.
A pesar de la victoria rebelde en la batalla de Rijmenam en julio de 1578, durante el otoño gran parte de los Países Bajos meridionales cayeron en manos del ejército español, Bruselas estaba amenazada y los Estados Generales de los Países Bajos se habían trasladado a la más segura ciudad de Amberes. Aprovechándose de la indisciplina del ejército de los rebeldes holandeses, Farnesio decidió a comienzos de 1579 poner sitio a la ciudad de Maastricht, pero antes, para distraer a los rebeldes de su verdadero objetivo y al tiempo amedrentar a los bruselenses, movió a sus fuerzas para sorprender a su enemigo en Borgerhout, muy cerca de Amberes, donde estaban acuarteladas una parte de las tropas de los Estados Generales. Allí se encontraban entre tres y cuatro mil soldados de infantería que suponían la columna vertebral del ejército rebelde y entre ellos había calvinistas franceses dirigidos por François de La Noue y tropas inglesas y escocesas a las órdenes de John Norreys.
El 2 de marzo, Farnesio desplegó elementos de su ejército en una llanura que se extendía entre su posición en la villa de Ranst y el campamento holandés de Borgerhout, el cual había sido fortificado por Norreys y De la Noue con fosos, empalizadas y montículos de tierra. El ejército español se dividió en tres columnas para el asalto, cada una de ellas provista de un puente móvil para atravesar el foso. Tras uno de los ataques, ejecutado por tropas valonas, se consiguió asegurar uno de los puentes y las fuerzas españolas pudieron penetrar para combatir a los soldados de los Estados Generales dentro de su campamento. Los hombres de Norreys y De la Noue opusieron una férrea defensa, pero Farnesio lanzó a su caballería ligera al combate y forzó al ejército holandés a abandonar Borgerhout y buscar refugio bajo la artillería de las murallas de Amberes. Guillermo de Orange, líder de la rebelión holandesa, y el archiduque Matías de Habsburgo, gobernador general de los Países Bajos nombrado por los Estados Generales, fueron testigos de la batalla desde las murallas de Amberes.
La batalla significó la destrucción de las villas de Borgerhout y Deurne y costó la vida a unos mil quinientos soldados de ambos bandos. Farnesio se dirigió a continuación hacia Maastricht, ciudad que fue puesta bajo sitio por el ejército español menos de una semana después de esta batalla y que fue tomada al asalto el 29 de junio de ese año. La exitosa campaña del príncipe de Parma abrió el camino para un período de nueve años en que los españoles reconquistaron gran parte de los Países Bajos.

## Situación histórica

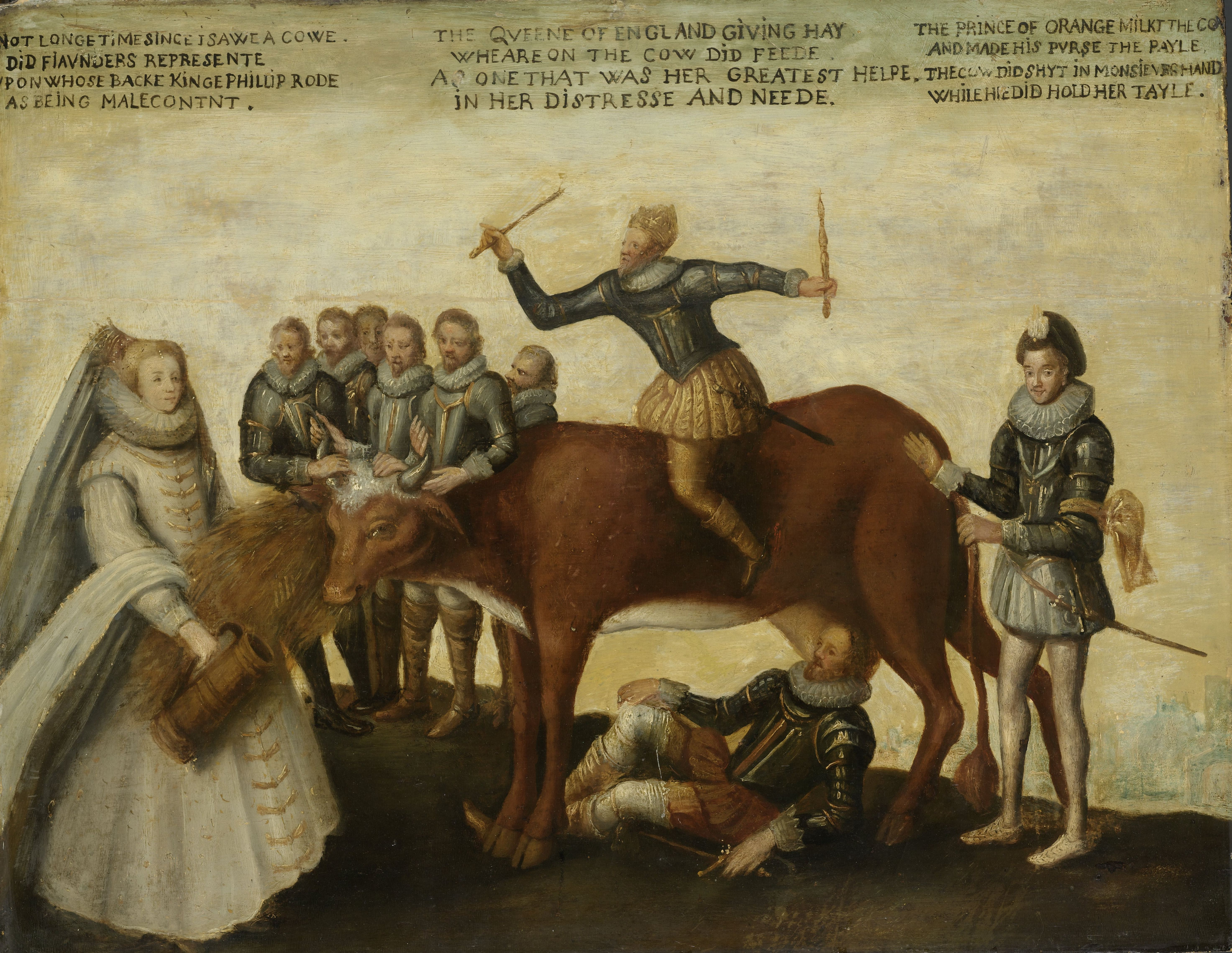
La vaca lechera, pintura anónima inglesa que representa a Felipe II, Guillermo de Orange, Isabel I y al duque de Anjou luchando por los Países Bajos, encarnados por una vaca (c. 1585, Rijksmuseum).

En 1566 los Países Bajos Borgoñones, que pertenecieron al emperador Carlos V y que había heredado su hijo Felipe II tras su abdicación en 1556, estaban muy agitados por las tensiones religiosas entre protestantes y católicos, pero también por la renuencia de la nobleza y las ciudades a costear las guerras del rey español y ceder sus poderes a la administración real. En 1567 Felipe II envió un ejército a los Países Bajos dirigido por Fernando Álvarez de Toledo, duque de Alba, con la misión de restaurar su autoridad. Sin embargo, la dureza del duque en la persecución religiosa y política llevó a Guillermo de Orange, líder de la nobleza neerlandesa, a exiliarse en Alemania y preparar desde allí una invasión para expulsar al duque de Alba. Guillermo invadió los Países Bajos en dos ocasiones, en 1568 y 1572, pero en ambas fue derrotado por las tropas españolas. Sin embargo, en su segundo intento, la rebelión se extendió por las provincias de Holanda y Zelanda y el duque español fue incapaz de reprimirla. En 1576, la falta de autoridad generada tras la muerte de Luis de Requesens, sucesor del duque de Alba, unido a la quiebra de las arcas reales españolas, llevó a los soldados de los tercios españoles a amotinarse y saquear varias ciudades, incluida Amberes. En respuesta a ello, tanto las provincias leales como las rebeldes se unieron para expulsar a las tropas extranjeras previa firma de un acuerdo que se llamó la Pacificación de Gante.
Juan de Austria, vencedor de Lepanto y sustituto de Requesens no tuvo más elección que firmar el Edicto perpetuo de 1577, en el que aceptaba la Pacificación de Gante pero después, frustrado por la intransigencia de Guillermo de Orange y sus aliados, se apoderó de la ciudadela de Namur y puso a su ejército en pie de guerra. A la aplastante victoria de Juan de Austria en la batalla de Gembloux en enero de 1578, siguió la derrota táctica en Rijmenam en julio y la muerte del propio Juan en octubre víctima de la peste. Sin embargo, a pesar de que los españoles no pudieron aprovechar militarmente su éxito en Gembloux, esa victoria dio importantes réditos políticos a la causa de la monarquía española porque acabó con la unidad de los rebeldes neerlandeses. En efecto, los jefes de las principales familias de las provincias meridionales perdieron su fe en la causa de los Orange y en la promesa de ayudarles que había hecho la reina Isabel I de Inglaterra, algo que supuso un importante revés. Con el objetivo de restaurar la capacidad militar de los rebeldes, Isabel I acordó con Juan Casimiro, hijo del elector calvinista del Condado Palatino del Rin, la formación de un ejército alemán sufragado con dinero inglés que ayudase a los rebeldes neerlandeses. Juan Casimiro trajo a los Países Bajos once mil hombres, pero en lugar de combatir contra los españoles, se alineó con los calvinistas extremistas de Gante y abrió todavía más la brecha entre los católicos y los rebeldes protestantes. Los Estados Generales pidieron ayuda a Francisco, duque de Anjou, hermano y heredero del rey de Francia, que entró en la ciudad de Mons en julio de 1578 pero regresó a Francia poco después.
En febrero de 1579 la recién creada Unión de Arras abrió negociaciones con Alejandro Farnesio, sucesor de su tío Juan de Austria como gobernador general de los Países Bajos, para reconciliarse con la monarquía hispánica. En respuesta, las provincias septentrionales de los Países Bajos firmaron una alianza. Además, Farnesio estaba planeando la toma de la ciudad de Maastricht y su importante puente de piedra sobre el río Mosa para usarla como base para conquistar Bruselas y Amberes en futuras campañas. En noviembre de 1578, el ejército español partió de Namur y cruzó las Ardenas y Limburgo. Sin embargo, el comandante de las fuerzas hispanas consideró demasiado arriesgado emprender el asedio en mitad del invierno y con la amenaza latente de un ataque de la numerosa caballería de Juan Casimiro.

## Campaña

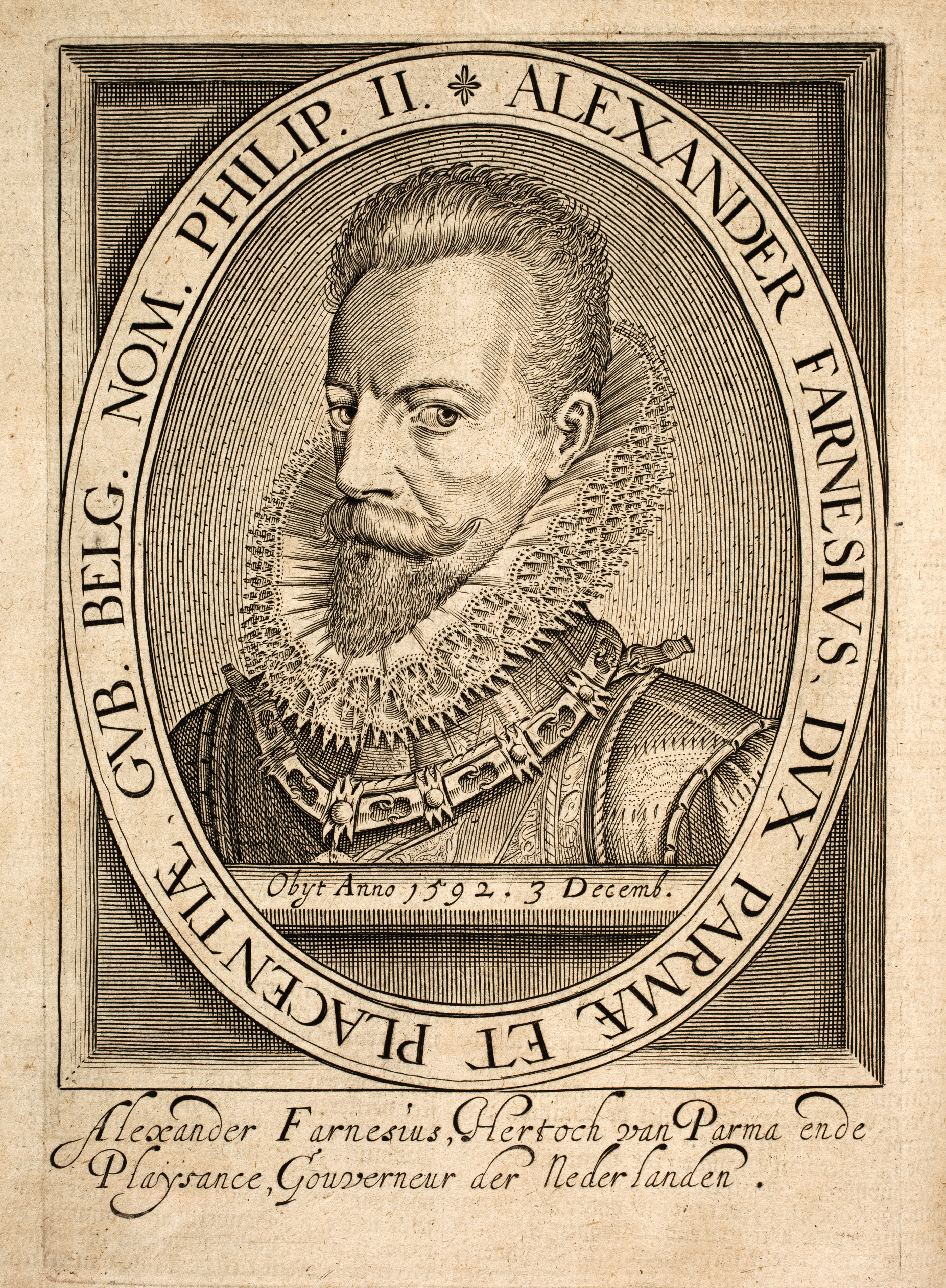
Alejandro Farnesio, duque de Parma según un grabado de Emanuel van Meteren.

Para la campaña de 1579, Farnesio planeó dos movimientos diferentes. Una parte de sus fuerzas, bajo mando de Cristóbal de Mondragón, debía despejar de guarniciones holandesas la zona comprendida entre Maastricht y la frontera alemana, mientras que el propio Farnesio, a la cabeza del ejército principal, se movería hacia Amberes con dos objetivos: neutralizar el ejército neerlandés y especialmente su caballería alemana, para después sitiar Maastricht y así distraer a los rebeldes de la verdadera finalidad de su campaña. La primera parte del plan se cumplió cuando Mondragón tomó las localidades de Kerpen, Erkelenz y Straelen entre el 7 y el 15 de enero. El 24 de ese mismo mes, Farnesio se trasladó para atacar al ejército de los Estados Generales, que se encontraba en Weert, al este de Amberes. Superado en número, François de la Noue, que actuaba como comandante de las fuerzas de los Estados tras la muerte del conde de Bossu, dejó una parte de sus hombres en el castillo de Weert y se retiró con el resto, los que todavía no habían recibido la paga, a Amberes. Solicitaron al consejo de la ciudad permiso para entrar, pero se lo denegaron y De la Noue no tuvo más remedio que atrincherarse con su ejército fuera de las murallas de Amberes, en la cercana villa de Borgerhout.
Mientras tanto, Farnesio confió al duque Hannibal d'Altemps la misión de tomar Weert y él continuó su avance hacia el ejército neerlandés. D'Altemps rodeó Weert con seis mil soldados y abrió brecha en sus muros con los disparos de sus dos cañones. Los defensores se rindieron incondicionalmente, pero por orden de Farnesio fueron colgados de las ventanas, algo que el conde hizo de buen grado porque su mayordomo había perdido un ojo durante el asedio. En lugar de seguir a las fuerzas enemigas hasta su campamento, Farnesio detuvo a sus hombres para reponer fuerzas en Turnhout, tras lo cual se ocupó del ejército alemán de Juan Casimiro derrotando a sus reiter cerca de Eindhoven el 10 de febrero. Además, y puesto que Juan Casimiro se hallaba en Inglaterra negociando con Isabel I, Farnesio acordó con su teniente, Mauricio de Sajonia-Lauenburg, la retirada de las tropas calvinistas, a las que los españoles permitieron salir de los Países Bajos con libertad. Resuelto este asunto, Farnesio puso rumbo a Borgerhout.

## Orden de batalla

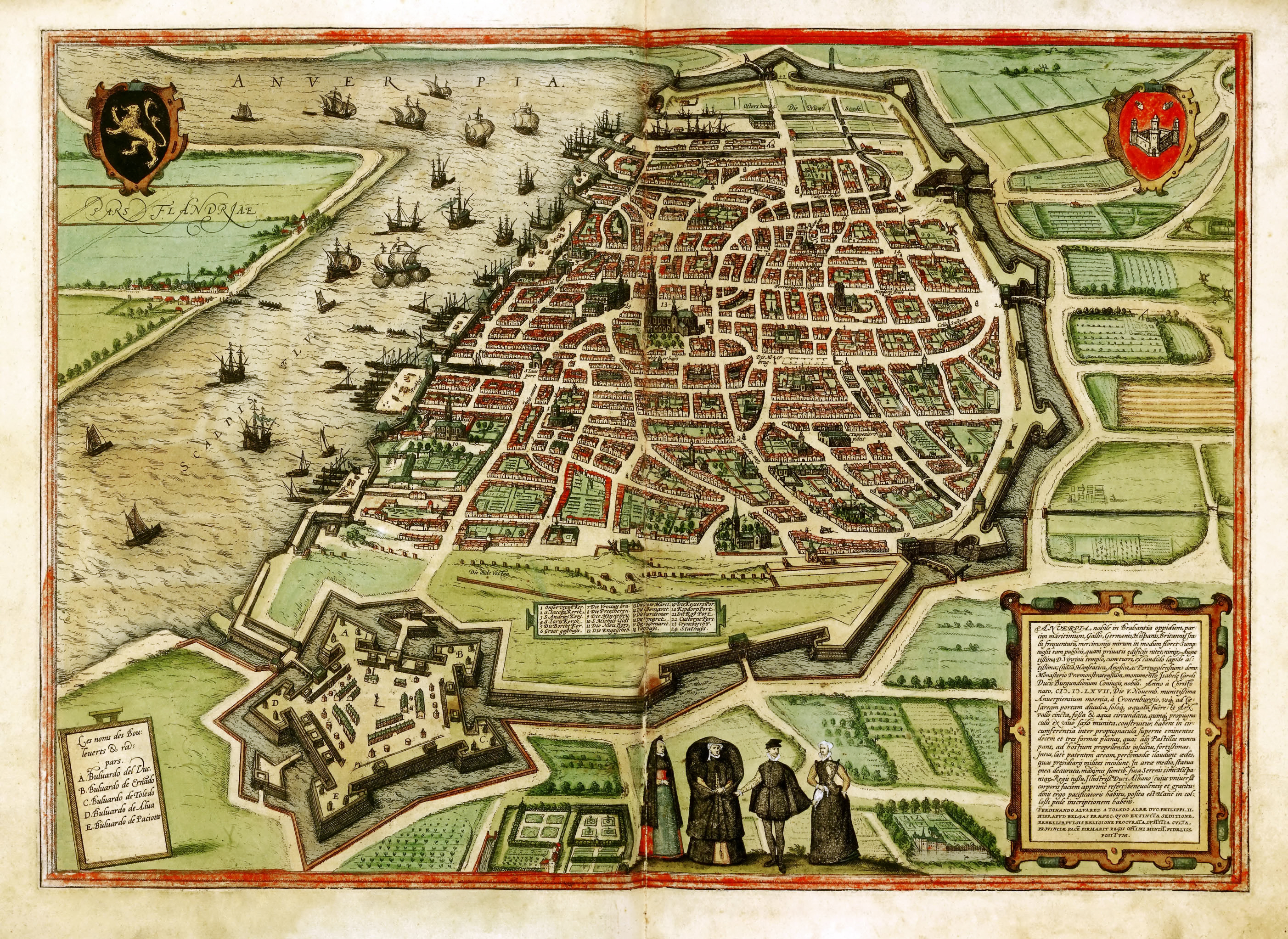
Mapa de Amberes con sus defensas, por Georg Braun y Frans Hogenberg, c. 1572-79.

Las tropas de los Estados Generales acuarteladas en la villa de Borgerhout eran entre veinticinco y cuarenta compañías de infantería que sumaban entre tres y cuatro mil soldados, además de cien unidades montadas. Eran la columna vertebral del ejército rebelde y Guillermo de Orange se refería a ellos como «sus valientes». Estaban dirigidos por oficiales de renombre como François de la Noue y John Norreys. Para hacer frente al ejército español, estaban destacados a lo largo de Borgerhout, que ellos mismos habían fortificado excavando un foso y levantando un talud de tierra alrededor de la villa desde el puente de Deurne, sobre el arroyo Groot Schijn afluente del río Escalda, hasta el camino de Voetweg, que corría paralelo al canal de Herentals. Orange desplegó otros cuatro regimientos de infantería francesa y valona, procedentes de las cercanas guarniciones de Ath y Termonde, detrás de Borgerhout y bajo la protección de la ciudadela de Amberes. La guardia cívica de Amberes, compuesta por ochenta banderas de burgueses armados y entrenados, estaba lista para defender la ciudad si fuera necesario pero no tenía intención de salir para unirse a la batalla ni permitía la entrada en la ciudad de las tropas regulares. El soldado y cronista español Alonso Vázquez afirmó que el ejército de Orange tenía en total veinticinco mil hombres.
En el bando hispano se configuraron tres pequeños batallones que no superaban las doce compañías, con soldados escogidos para que actuaran de avanzadilla. El batallón derecho quedó conformado por el tercio de Lope de Figueroa, el central por soldados alemanes bajo mando de Francisco de Valdés y el derecho por un regimiento valón a las órdenes de Claude de Berlaymont, más conocido como Haultpenne. Cada formación tenía el soporte de cien mosqueteros, de soldados armados con hachas para cortar las empalizadas y de un puente con ruedas para cruzar el foso. A cierta distancia de la infantería marchaban los cuerpos de caballería ligera de Antonio de Olivera con instrucciones de cubrir su retirada si el ataque fallaba, o de rematar la victoria si hubiese ocasión. Según Alonso Vázquez, Farnesio ordenó que los soldados valones del ejército español se vistieran con camisetas blancas encima de sus armaduras, una práctica común conocida como encamisada para distinguirse de los valones que luchaban por la Unión de Utrecht. Así, los valones lucían, según sus palabras, como «una procesión muy colorista de clérigos y sacristanes».
En la reserva, el comandante de las tropas hispanas desplegó un numeroso batallón compuesto por los regimientos alemanes de Hannibal d'Altemps y Georg von Frundsberg, flanqueado a su derecha por tropas montadas dirigidas por el duque Francisco de Sajonia-Lauenburg, hermano mayor del duque Mauricio, que fue teniente de Juan Casimiro, y a su izquierda por los lanceros de Pierre de Taxis. El resto de la caballería española, dirigida por Ottavio Gonzaga, cubría la retaguardia. Farnesio en persona lideró a sus tropas y antes de iniciar la batalla fue a explorar la posición neerlandesa dejando órdenes a sus tropas de que no se movieran hasta su regreso. En el bando holandés, mientras De la Noue y Norreys dirigieron a sus hombres en Borgerhout, Guillermo de Orange vio la batalla desde las murallas de Amberes en compañía del archiduque Matías, hermano del emperador Rodolfo II del Sacro Imperio Romano Germánico, a quien los Estados Generales habían elegido como gobernador de los Países Bajos en oposición al ya fallecido Juan de Austria.

## Batalla

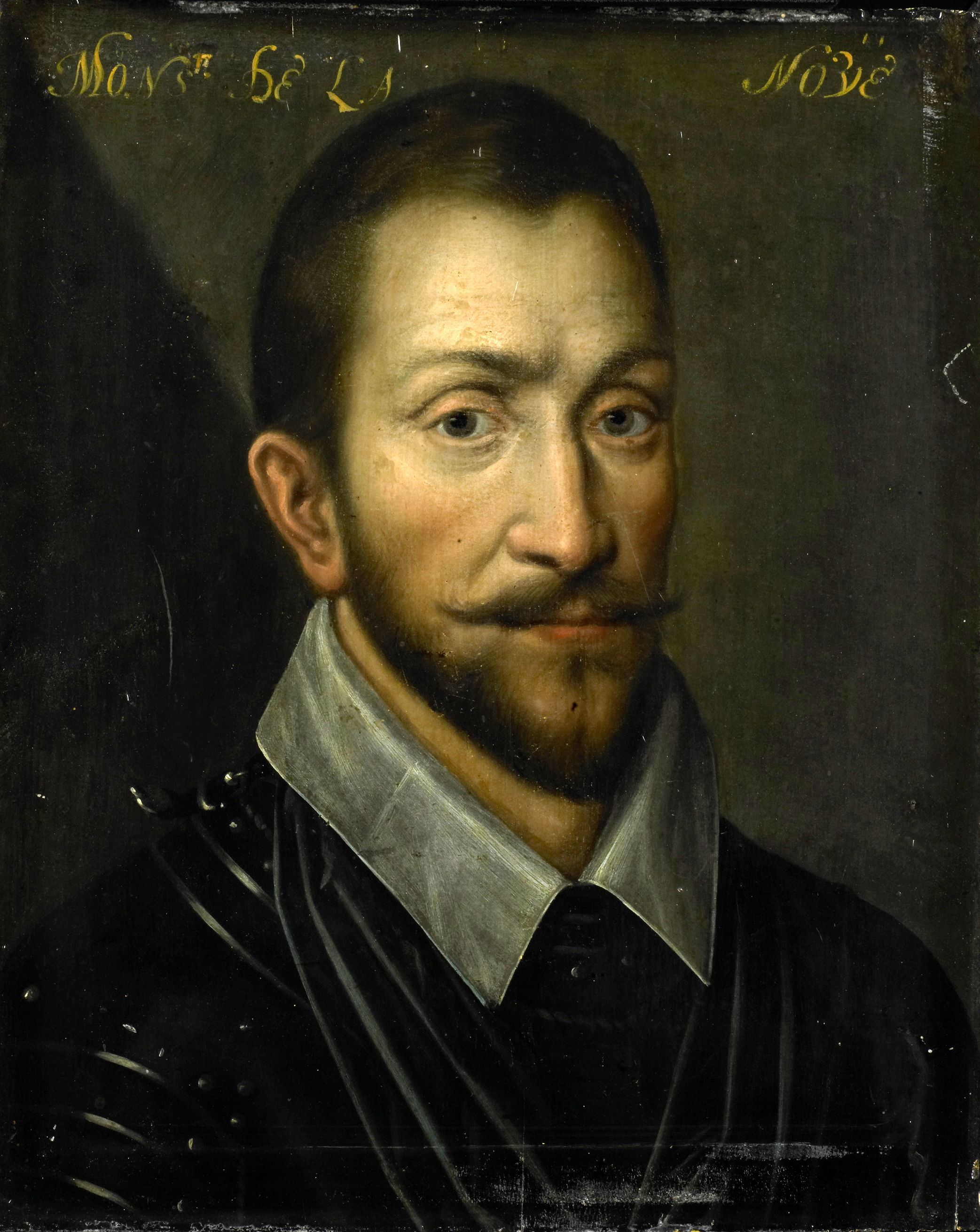
Retrato anónimo de François de La Noue, c. 1609-33. Rijksmuseum.

La batalla comenzó con el avance de los tres batallones de la primera línea española hacia el campamento neerlandés, compitiendo entre ellos por ser el primero en tender el puente sobre el foso. Los valones de Haultpenne, encabezados por el sargento Camille Sacchino, se desplazaron hasta Deurne cruzando el río Escalda por la pequeña villa de Immerseel. Los alemanes de Valdés avanzaron frontalmente hacia Borgerhout a través del camino de Borsbeek y el tercio español de Figueroa tomó el camino de Voetweg para asaltar el campamento enemigo desde el sur. Mientras los mosqueteros de las unidades alemana y española intercambiaban disparos con las tropas neerlandesas atrincheradas tras el talud de tierra, los valones de Sacchino expulsaron a los defensores de Deurne al otro lado del arroyo Groot Schijn y se hicieron con su puente. De la Noue envió refuerzos allí para contener el asalto, pero llegaron demasiado tarde para impedir que los valones colocaran el puente móvil sobre el foso y comenzaran a escalar la rampa de tierra, tras lo que se enfrentaron cuerpo a cuerpo con los soldados holandeses. Mientras tanto, las tropas alemanas y españolas, con apoyo de dos o tres cañones, abrieron brecha en el muro de tierra, cruzaron el foso y también penetraron en Borgerhout, donde los hombres de De la Noue y Norreys se reorganizaron y se parapetaron tras unas barricadas levantadas en las calles.
Farnesio, viendo la buena marcha de su ataque, ordenó a Olivera que avanzara con su caballería para apoyar el empuje de la infantería. Mientras los jinetes penetraban en Borgerhout por la brecha abierta por el tercio de Figueroa, Farnesio en persona tomó el mando de los lanceros de Taxis y siguió la ruta de Valdés. Los soldados franceses e ingleses ofrecieron una férrea resistencia, pero después de dos horas de lucha dentro del campamento, De la Noue comenzó la retirada con sus fuerzas hacia Amberes para evitar la aniquilación. Las tropas en retirada incendiaron sus barracones y buscaron refugio bajo la artillería de las murallas de Amberes. Muchos soldados españoles los persiguieron hasta el foso de la ciudad a pesar de que sus oficiales les ordenaron permanecer juntos. A la orden de Guillermo de Orange, la artillería de la ciudad abrió fuego con metralla sobre las tropas hispanas con diverso resultado, según las fuentes. Alonso Vázquez dejó escrito que los disparos no fueron efectivos porque el campo de batalla estaba cubierto por el humo del incendio de Borgerhout, aunque por otro lado el oficial flamenco Guillaume Baudart afirmó que sus cañonazos fueron muy precisos e hicieron que «volaran brazos y piernas por los aires».
Para entonces, Farnesio, que no quería que sus tropas permanecieran más tiempo cerca de los cañones de Amberes, mandó que sonaran tambores y trompetas llamando a la retirada y reunión de los soldados en Borgerhout. Mientras tanto, los habitantes de Amberes salieron para trasladar al interior de la ciudad a los soldados franceses, ingleses y valones heridos. La soldadesca española, una vez sofocado el fuego en Borgerhout, saqueó lo que pudo y comió antes de rezar para dar gracias a Dios. Tras esto, el ejército español marchó por los caminos de Lier y Herentals hacia Turnhout, a donde Farnesio esperaba llegar al día siguiente. Temiendo un nuevo ataque, la guardia cívica de Amberes pasó la noche en sus puestos.

## Repercusiones

Mapa político de los Países Bajos en 1579, donde se señalan la campaña española y las principales acciones.

El número de bajas sufridas por ambos bandos difiere según las fuentes. El jesuita italiano Famiano Strada señaló en una carta al padre de Farnesio, Octavio, duque de Parma, que los neerlandeses sufrieron seiscientos muertos y los españoles ocho muertos y cuarenta heridos. También mencionaba que otras estimaciones daban mil cuarenta muertos entre los holandeses. Por otro lado, el escritor flamenco Guillaume Baudart situó las bajas holandesas en doscientos muertos y las del bando español en quinientas.
El ataque de Farnesio consiguió su objetivo de distraer a los Estados Generales de Maastricht. Tras la batalla, el ejército español se desplazó rápidamente a Turnhout; por el camino tomó el castillo de Grobbendonk y se presentó ante Maastricht el 8 de marzo, seis días después de la batalla de Borgerhout. François de la Noue los siguió con algunas tropas hasta Herentals, pero cuando se percató de que Farnesio pretendía asediar Maastricht, ya era demasiado tarde para reforzar la guarnición de la ciudad. Por otra parte, los motines y las deserciones dificultaron los esfuerzos neerlandeses por socorrer a la ciudad. Los soldados ingleses de John Norreys, que permanecieron fuera de las murallas de Amberes, secuestraron al abad de la Abadía de San Miguel para demandar sus pagas, lo que obligó a que Guillermo de Orange interviniera para mediar. Políticamente, la batalla aumentó las deserciones de valones de los Estados Generales hacia el bando español en los meses siguientes. Emanuel Philibert de Lalaing se unió al ejército español con cinco mil soldados valones procedentes de las fuerzas de los Estados Generales y expulsó de Menen a una guarnición leal a los neerlandeses.
Alejandro de Farnesio asedió Maastricht al frente de un ejército de quince mil soldados de infantería, cuatro mil de caballería, veinte cañones y cuatro mil zapadores a los que después se unieron otros cinco mil hombres. En mayo, con el asedio en curso, se celebraron conversaciones de paz en Colonia con la mediación del emperador Rodolfo II para intentar preservar la unidad de los Países Bajos. Sin embargo, las divisiones se agravaron durante el proceso. En Bruselas comenzó a principios de junio la lucha entre los católicos encabezados por Felipe de Egmont, hijo de Lamoral de Egmont, a quien las autoridades realistas habían ejecutado en 1568, y los calvinistas de Olivier van den Tympel, lo que tuvo como resultado la expulsión de Egmont y sus seguidores. En Malinas, los católicos forzaron la marcha de la guarnición neerlandesa, mientras que en Bolduque una lucha armada dio lugar a que los magistrados declararan su apoyo al bando realista español el 1 de julio. La revuelta adquirió el cariz de una guerra civil y como consecuencia del problema religioso la conferencia de paz de Colonia fracasó. A partir de entonces, Farnesio reconquistó Flandes y Brabante ciudad tras ciudad, e incluso obligó a la rendición de Amberes tras un largo y agotador asedio en 1585.